# Jacob Bobenmoyer
Jacob Bobenmoyer (Cheyenne, 28 maggio 1997) è un giocatore di football americano statunitense che milita nel ruolo di long snapper per i Las Vegas Raiders della National Football League (NFL). Al college ha giocato per l'University of Northern Colorado.

## Carriera universitaria
Bobenmoyer, originario di Cheyenne nel Wyoming, cominciò a giocare a football alla locale Cheyenne East High School come linebacker e tight end. Dopo un infortunio ad un piede cominciò ad allenarsi come long snapper. Passato al college, giocò per l'University of Northern Colorado con i Bears che militano nella Big Sky Conference (B-Sky) della Divisione I della Football Bowl Subdivision (FBS) della NCAA.
Con i Bears cominciò a giocare come linebacker oltre che da long snapper, diventando long snapper titolare dalla seconda stagione.
| Stagione | Stagione          | Stagione   | Stagione   | Stagione | Difesa  | Difesa  | Difesa  |
| Anno     | Squadra           | Campionato | Conference | P        | T. tot. | T. sol. | T. ass. |
| -------- | ----------------- | ---------- | ---------- | -------- | ------- | ------- | ------- |
| 2015     | Northern Colorado | FBS Div. I | B-Sky      | 11       | 0       | 0       | 0       |
| 2016     | Northern Colorado | FBS Div. I | B-Sky      | 11       | 7       | 3       | 4       |
| 2017     | Northern Colorado | FBS Div. I | B-Sky      | 10       | 11      | 5       | 6       |
| 2018     | Northern Colorado | FBS Div. I | B-Sky      | 10       | 8       | 3       | 5       |
| Totale   | Totale            | Totale     | Totale     | 42       | 26      | 11      | 15      |

Fonte: Football Database
In grassetto i record personali in carriera

## Carriera professionistica

### Denver Broncos
Bobenmoyer non fu selezionato nel Draft NFL 2019. Partecipò quindi a un periodo di allenamento con i Denver Broncos ma fu scartato come long snapper superato da Casey Kreiter e fu così svincolato prima dell'inizio della stagione 2019. L'11 marzo 2020 Bobenmoyer rifirmò con i Broncos un contratto biennale da 1,4 milioni di dollari. Nella partita della settimana 5 della stagione 2022 Bobenmoyer si infortunò ad una mano e il 10 ottobre 2022 fu spostato nella lista riserve/infortunato per poi essere reinserito nel roster attivo il 19 novembre 2022.

### Las Vegas Raiders
Il 18 marzo 2023 Bobenmoyer, diventato free agent, firmò un contratto triennale da 3 milioni di dollari con i Las Vegas Raiders. Giocò tutte le gare della stagione regolare del 2023 e del 2024.

## Statistiche

### Stagione regolare
| Stagione | Stagione | Stagione | Difesa  | Difesa  | Difesa  |
| Anno     | Squadra  | P        | T. tot. | T. sol. | T. ass. |
| -------- | -------- | -------- | ------- | ------- | ------- |
| 2020     | DEN      | 16       | 3       | 2       | 1       |
| 2021     | DEN      | 17       | 4       | 2       | 2       |
| 2022     | DEN      | 13       | 4       | 2       | 2       |
| 2023     | LV       | 17       | 3       | 1       | 2       |
| 2024     | LV       | 17       | 4       | 3       | 1       |
| Totale   | Totale   | 80       | 18      | 10      | 8       |

Fonte: Football Database
In grassetto i record personali in carriera - statistiche aggiornate alla stagione 2024